# Kirche Fischersdorf

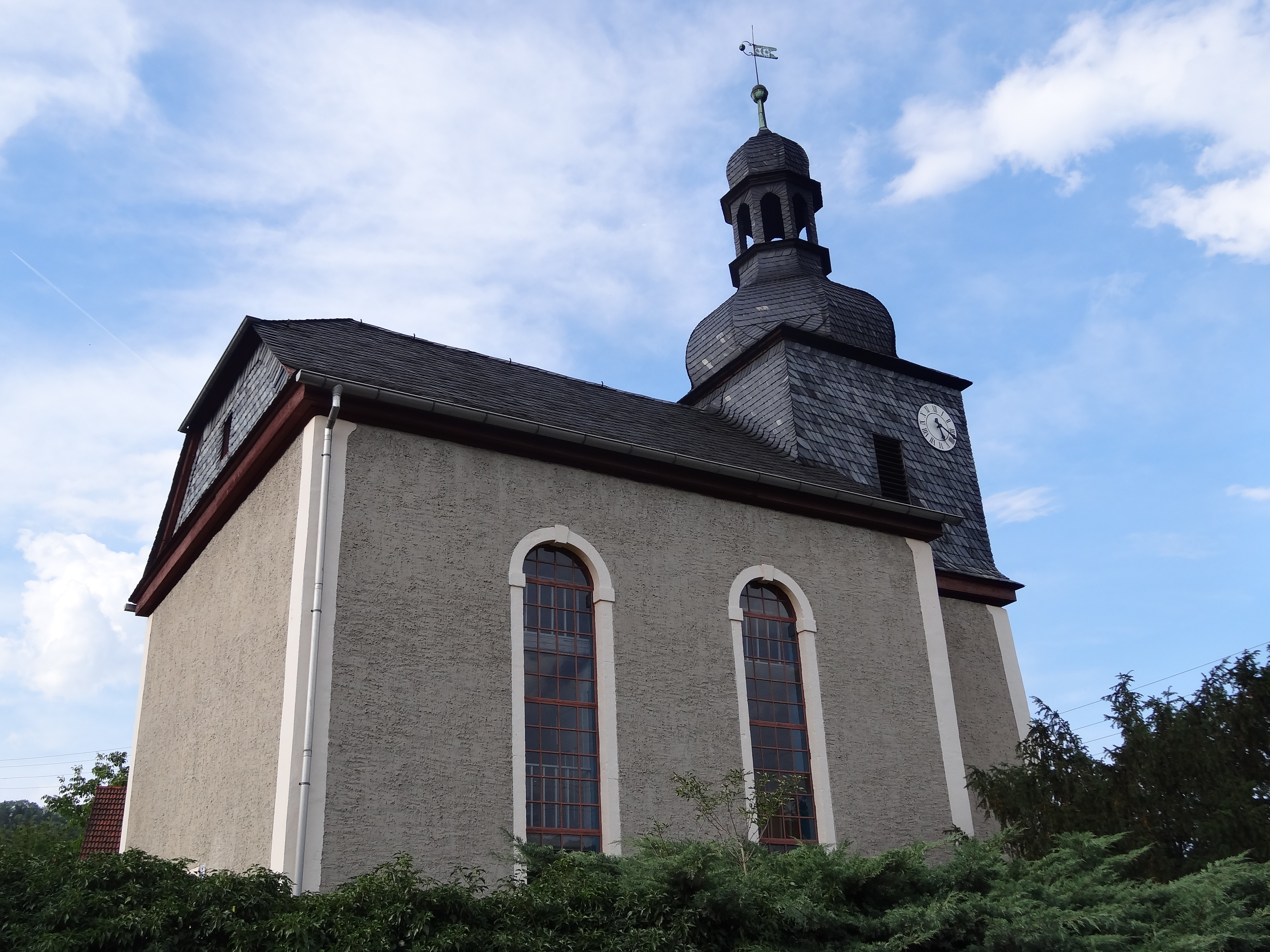
Kirche in Fischersdorf (Kaulsdorf)

Die evangelisch-lutherische Kirche Fischersdorf steht in Fischersdorf, einem Ortsteil der Gemeinde Kaulsdorf im Landkreis Saalfeld-Rudolstadt in Thüringen. Die Kirchengemeinde Breternitz-Fischersdorf gehört zum Pfarrbereich Kaulsdorf-Hohenwarte im Kirchenkreis Rudolstadt-Saalfeld der Evangelischen Kirche in Mitteldeutschland.

## Beschreibung
Die erste Kirche war ursprünglich eine Kapelle, welche von den Mönchen des Klosters Leutenberg bedient wurde. Nach einem Brand wurde 1833 das bisherige Gotteshaus abgerissen und 1835 auf den alten Grundmauern „7 Ellen höher“ eine Saalkirche aus Bruchsteinen mit eingezogenem Chorturm aufgebaut. Im Turmbereich befinden sich Reste des spätgotischen Vorgängerbaus, wie das Sakramentshaus an der Nordseite hinter dem Altar. Das Kirchgebäude wird von einer Ringmauer umschlossen. Das Kirchenschiff ist mit einem schiefergedeckten Krüppelwalmdach bedeckt. Der Innenraum hat eine Flachdecke. Die Emporen sind zweigeschossig. Der Chorturm ist mit einer Laterne gekrönten Haube bedeckt, beide verschiefert.
Die Orgel mit 7 Registern, verteilt auf ein Manual und ein Pedal, wurde um 1900 von einem unbekannten Orgelbauer gebaut. In den Jahren 1899, 1930 und 1980 wurde die Kirche renoviert.